# Bryan Castrillón
Bryan David Castrillón Gómez (Medellín, 30 marzo 1999) è un calciatore colombiano, centrocampista dell'Atlético Junior.

## Carriera
Ha giocato nella massima serie colombiana.